# إيلكاي آلتنتس
إيلكاي آلتنتس (بالتركية: İlkay Altıntaş)‏ هي عالمة بيانات وحاسوب تركية أمريكية، وباحثة في مجال الحوسبة الفائقة وتطبيقات الحوسبة عالية الأداء. منذ عام 2015 شغلت منصب كبير مسؤولي علوم البيانات في مركز San Diego Supercomputer Center (SDSC)، في جامعة كاليفورنيا في سان دييغو (UCSD)،  وعملت أيضًا كمؤسس ومدير مركز التميز العلمي لعلم البيانات وتدفقها (WorDS) منذ عام 2014، وكذلك هي مؤسس ومديرة مختبر WIFIRE. هي أيضًا مؤسس وشريك المشارك لنظام Kepler العلمي لسير العمل، وهو نظام أساسي مفتوح المصدر يمنح علماء الأبحاث القدرة على التعاون والمشاركة وتصميم مسارات العمل العلمية بسهولة. 

## التعليم
ولدت ألتينتاس في أيدين بتركيا، والتحق بجامعة الشرق الأوسط التقنية قبل الشروع في مهنة البحث. أثناء متابعتها لمسيرتها المهنية كعالمة أبحاث، أكملت درجة الدكتوراه في جامعة أمستردام في عام 2011. بالإضافة إلى عملها كعالمة أبحاث، فهي محاضرة في علوم الكمبيوتر في جامعة كاليفورنيا، سان دييغو . وهي أيضًا أحد مؤسسي وعضو مجلس إدارة منظمة Data Science Alliance غير الربحية. وهي عضو في المجلس الاستشاري للعديد من الوكالات والشركات الوطنية، وكمحررة في المجلات العلمية المحكمة.  

## روابط خارجية
- صفحتها وسيرتها على موقع في مركز الكمبيوتر العملاق في سان دييغو.